# Apatania majuscula
Apatania majuscula är en nattsländeart som beskrevs av Mclachlan 1872. Apatania majuscula ingår i släktet Apatania och familjen Apataniidae. Inga underarter finns listade i Catalogue of Life.